# 괜찮아요, 미스터 브래드
괜찮아요, 미스터 브래드(Brad's Status)는 미국에서 제작된 마이크 화이트 감독의 2017년 드라마 영화이다. 벤 스틸러 등이 주연으로 출연하였고 데이비드 버나드 등이 제작에 참여하였다.

## 출연

### 주연
- 벤 스틸러

### 조연
- 오스틴 에이브람스
- 제나 피셔
- 마이클 쉰
- 저메인 클레멘트
- 루크 윌슨
- 마이크 화이트
- 펠리시아 슐먼
- 샤지 라자
- 애덤 카프리올로
- 사비에르 그로베트

## 제작진
- 공동제작: 딜랜 타라슨
- 공동제작: 마크 오코너
- 미술: 리차드 후버
- 세트: 줄리 데로즈
- 세트: 폴 호테
- 세트: 지넷 로비타이
- 의상: 알렉스 보베어드
- 배역: 메러디스 터커